# Los ungidos

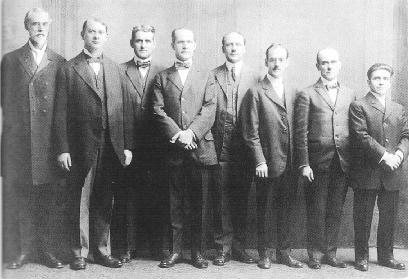
Junta directiva de la Sociedad Watch Tower en 1918, entre los que se puede ver a J. F. Rutherford (el segundo de izquierda a derecha). Se entiende que ellos son parte de los ungidos con esperanza celestial.

Los ungidos (también llamados los cristianos ungidos o los del grupo ungido) es el término usado por el grupo religioso de los testigos de Jehová para nombrar a una parte especial de sus miembros. Según sus creencias, corresponde a quienes forman parte de un grupo de 144.000 personas, comenzando con los primeros discípulos, quienes tendrían esperanza celestial (es decir resucitar en cuerpo espiritual en el cielo), y que a contar de 1914 tienen la tarea de gobernar con Cristo en el cielo y sobre la tierra tras el Armagedón. 

## Características
A diferencia de la mayoría de los testigos de Jehová y las personas que se asocian con ellos, estos miembros participan en su versión de la Cena del Señor o Última cena (o rito de la eucaristía en otras iglesias). Es decir, son los únicos que pueden comer de los emblemas del pan y el vino. Esta celebración llamada "Conmemoración de la muerte de Cristo" o "memorial" (por los más antiguos) se celebra en el día que corresponda al 14 de Nisán del calendario judío (equivalente a entre mediados de marzo y principios de abril). La doctrina indica que si bien la mayoría de los 144.000 están ya resucitados espiritualmente en el cielo desde 1914 gobernando junto a Cristo; existe un resto que está aún vivo en la tierra y siendo inminente que su número se selle o cierre previo a que venga el Armagedón o conclusión del sistema de cosas.

Los ungidos que mueren fieles resucitan en el cielo durante los últimos días. ¿Y qué pasa con los demás ungidos? Después de destruir a Babilonia la Grande pero poco antes del Armagedón, Jesús terminará de reunir a los 144.000 en el cielo (1 Tesalonicenses 4:16, 17).
La Atalaya, febrero de 2014 (Ed. lenguaje sencillo).

## Historia
En 1920 Rutherford publicó el libro "Millones que ahora viven no morirán jamás" donde deja establecido que el Reino de Dios había comenzado en 1914 y que para otoño de 1925 volverían a gobernar la tierra resucitado algunos profetas  previos a Cristo, se entendía que ellos en cambio pertenecían a un grupo que gobernarían con Cristo en el cielo. 

As we have heretofore stated, the great jubilee cycle is due to begin in 1925. At that time the earthly phase of the kingdom shall be recognized. The Apostle Paul in the eleventh chapter of Hebrews names a long list of faithful men who died before the crucifixion of the Lord and before the beginning of the selection of the church. These can never be a part of the heavenly class; they had no heavenly hopes; but God has in store something good for them. They are to be resurrected as perfect men and constitute the princes or rulers in the earth, according to his promise.
Como hemos dicho hasta ahora, el gran ciclo del jubileo comenzará en 1925. En ese momento se reconocerá la fase terrenal del reino. El apóstol Pablo en el capítulo once de Hebreos nombra una larga lista de hombres fieles que murieron antes de la crucifixión del Señor y antes del comienzo de la selección de la iglesia. Estos nunca pueden ser parte de la clase celestial; no tenían esperanzas celestiales; pero Dios tiene guardado algo bueno para ellos. Deben resucitar como hombres perfectos y constituir los príncipes o gobernantes en la tierra, según su promesa.
Millions Now Living Will Never Die, pág. 90.

Con el desacuerdo en dicho entendimiento, el asunto quedó sin definición durante un tiempo. Para 1935 se estableció una distinción entre los seguidores de los testigos de Jehová (conocidos como Estudiantes de la Biblia antes de 1931), estableciéndose el significado de la "gran muchedumbre" o "gran multitud" mencionada en Apocalipsis 7:9 con esperanza de vida en la tierra y el pequeño número de ungidos que eran coherederos con Cristo. Luego de esto, durante la conmemoración de la muerte de Cristo, el grupo de los ungidos entendió que debían comer del pan y beber del vino de la ceremonia, mientras el resto de los asistentes de la ceremonia, miembros de la "gran muchedumbre", solo observarían el paso de estos símbolos.
En dicha época se estimaba que el Armagedón estaba inminente y que el número de ungidos estaba destinado a disminuir y antes que se acabaran iba a llegar el fin. Sin embargo con el transcurso del tiempo el número no solo no dejó de disminuir, sino que por el contrario comenzó a incrementarse. El número de personas que participan de los emblemas en la conmemoración de la muerte de cristo es medido junto con la asistencia y publicado en el informe mundial de los testigos de Jehová cada año, aunque no todos ellos son considerados como parte de los ungidos. Sin embargo, y pese a lo anterior, el porcentaje de participantes potencialmente "ungidos" es significativamente menor al total de asistencia según los registros oficiales, representando apenas el 0,1 % del total de asistentes a dicha ceremonia y aumentando a 0,24 % si únicamente consideramos a los testigos conversos (publicadores).

## Su relación con el cuerpo gobernante
En octubre de 2012, los testigos de Jehová adoptaron una nueva explicación sobre el término. Entienden que el esclavo es nombrado sobre los "domésticos" en el año de 1919, fecha en la que creen que Jesucristo comenzó la inspección de la "casa de la fe".  Pero, además,  que Cristo lo nombrará "sobre todos sus bienes" cuando sean resucitados a la vida celestial, ya que los bienes de Cristo implican intereses terrenales y celestiales. Se argumenta esto diciendo que Mateo 24:46 dice: "¡Feliz es aquel esclavo si su amo, al llegar, lo hallara haciéndolo así!" (Traducción del Nuevo Mundo) La expresión "al llegar" siempre hace referencia en este contexto a la venida de Cristo como juez del mundo durante lo que según Mateo 24:21 y Revelación 7:14 se llama "la gran tribulación". 
Desde julio de 2015, se entiende que al inicio del fin del mundo o gran tribulación, serán raptados inmediatamente al cielo, para guerrear junto a Cristo.
Previamente los testigos de Jehová creían que los "domésticos" eran los mismos cristianos "ungidos" pero vistos de forma individual. Ahora enseñan que todos, tanto los que tienen la esperanza celestial como los que tienen la esperanza terrenal son "domésticos" de Jesús. Afirman que todos, incluyendo los miembros individuales que componen el "esclavo fiel y discreto" necesitan ser "alimentados" espiritualmente, y por lo tanto son "domésticos" de Jesús.
Eso también cambió la perspectiva que los testigos tienen sobre el "esclavo fiel", y ahora explican que este "esclavo" es el grupo de testigos "ungidos" que viven en la Sede Mundial y que tienen participación activa en la producción de "alimento espiritual" (publicaciones que explican las enseñanzas bíblicas), es decir, este "esclavo" sería el Cuerpo gobernante de los Testigos de Jehová.

## Críticas
La forma de determinar quién es un ungido ha sido un problema difícil de determinar y justificar, lo que ha significado desacuerdos entre distintos sectores. Otro punto de desacuerdo es la convicción que desde 1914 ya estén gobernando en «forma espiritual» los ya fallecidos, pero al mismo tiempo exista un cierto número que aún no fallece, y que son exclusivamente integrantes de los Testigos de Jehová.